# The Mirage
The Mirage är ett berömt kasino och hotell i Las Vegas i delstaten Nevada, USA.
Hotellet, som kostade runt 630 miljoner dollar och öppnade i november 1989, är ett av världens mest påkostade. Mirage har 31 våningar och 3044 rum och är en söderhavs-oas mitt i öknen. Här finns vattenfall och laguner. Hotellet är en så kallad megaresort och satte en ny standard för hotell i Las Vegas. Hotell, kasino, restauranger, underhållning och shopping under samma "tak", och under ett särskilt tema. Under 1970- och 80-talen tappade Las Vegas mycket turister på grund av ökad brottslighet, framför allt från maffian, och konkurrens från Atlantic City, så ett nytt och spännande koncept var nödvändigt. Mirage var också det första kasinot som införde säkerhetskameror på samtliga spelbord.
Tidigare uppträdde de kända magikerna Siegfried & Roy på Mirage, med sina lejon och vita tigrar. Men efter att en av tigrarna attackerat Roy under ett av deras uppträdanden, och skadat honom allvarligt, ställdes deras show in permanent. Några år senare avled båda magikerna.